# Heinrich August Typke
Heinrich August Typke (* 25. Juli 1744 in Naumburg an der Saale; † 26. Dezember 1830 in Dobrilugk) war ein deutscher evangelischer Theologe.

## Leben
Bei seiner Taufe am 25. Juli 1744 in Naumburg (St. Wenzel) erhielt Typke die Namen 'Ernst Heinrich August'. Den ersten Unterricht erhielt er in Freyburg (Unstrut), wohin sein Vater mit seiner Kompagnie versetzt worden war und in Naunhof bei Leipzig, wo derselbe später die Stelle eines General-Landacciseinnehmers bekleidete. 1757 war Typke Zögling der gelehrten Schule in Dresden-Neustadt und zugleich Choralschüler. Somit konnte er sich die finanziellen Mittel erschließen, die seine Eltern nicht aufbringen konnten für seine Ausbildung. Acht Jahre lebte er dort, obgleich in drückenden Verhältnissen, heiter und froh, und noch in späteren Jahren pflegte er diese Periode seines Lebens als die glücklichste, und besonders als den Zeitpunkt zu bezeichnen, der durch den Einfluss bemühter Lehrer für seine höhere Wissenschaftliche Bildung entscheidend geworden sei. Das einzige Unangenehme, das ihn während seiner Schulzeit berührte, war die Belagerung und Beschießung Dresdens im Siebenjährigen Krieg. Sorglosigkeit und jugendliche Neugierde hätten ihn damals beinah in Lebensgefahr gebracht.
Ausgerüstet mit gründlichen Kenntnissen, besonders in den älteren Sprachen, eröffnete er 1765 seine akademische Laufbahn an der Universität Leipzig. Sich dem  Studium der Theologie widmend, band er sich an Christian August Crusius an, dessen tiefer und scharfsinniger, aber auch dunkler und zum Mystizismus sich hinneigender Lehrvortrag, verbunden mit seiner exemplarischen Frömmigkeit, ihm mehr zuzusagen schien. Mehr als die Nüchternheit und Klarheit in den Kollegien seines Antipoden Johann August Ernesti. Während sein an überschwänglichen Gefühlen reiches Gemüt die ruhigen Verstandeskräfte zu beherrschen schien, war er in kurzer Zeit ein eifriger Crusianer geworden, was er gewissermaßen sein ganzes Leben hindurch blieb. Er hatte die meisten theologischen Kollegien bei Crusius gehört und war in das geheimnisvolle Dunkel der Schriften seines geliebten Lehrers tief eingedrungen. Schmerzlich war für ihn die Trennung von jenem hochverehrten Mann, als ihn seine drückenden Verhältnisse nach dreijährigem Aufenthalte in Leipzig nötigten, diese Universität zu verlassen und eine Hauslehrerstelle anzunehmen.
Ab 1768 unterrichtete er die Kinder zweier Familien von Adel. Nachdem er sein theologischen Examen vor dem Oberkonsistorium in Dresden abgelegt hatte, berief ihn der Graf v. Holzendorf zum Pfarrsubstituten nach Bärenstein. Nach Differenzen mit dem Grafen v. Holzendorf versetzte ihn der Kirchenrat in Dresden bereits nach 2 Jahren als Diakon nach Sebnitz. Sechs Jahre bekleidete er diese mit geringen Einkünften verbundene Stelle und jene Zeit gehörte in mancher Hinsicht zu den traurigsten seines Lebens. Besonders durch den schnell aufeinander folgenden Verlust von drei Kindern, die ihm seine Gattin, Friederike Elisabeth von Stutterheim geboren hatte. Manche harte Kriegsdrangsale musste er erdulden. Seine Wohnung war 1778 bei einem feindlichen Einfall der österreichischen Truppen in Sachsen geplündert und nur eine schnelle Flucht bewahrte ihn vor dem Schicksal, als Geisel fortgeführt zu werden.
Für seinen durch den Krieg erlittenen Verlust entschädigte ihn die Stelle eines Oberpfarrers in Roßwein, die er 1779 erhielt. In Roßwein wurden ihm 3 weitere Kinder geboren. Sieben Jahre später war er Superintendent und Schlossprediger in Dobrilugk. Dort lebte er mehrere Jahre in einer kräftigen Wirksamkeit und heitern Stimmung, die nur durch den Tod seiner Gattin und eine Streitigkeit, in welche er mit einigen Gemeindegliedern geriet, getrübt war. Weniger glücklich fühlte er sich seit 1806 in seinen Verhältnissen als Superintendent in Dahme. Zu den Irrungen, in die er dort mit seinen beiden Kollegen geriet, trat noch der Verlust seiner zweiten Lebensgefährtin Caroline Gertrud von Stutterheim, einer Schwester seiner verstorbenen Gattin. Auch die damaligen Kriegsunruhen führten manches Unangenehme für ihn herbei. Freundlicher gestalteten sich in der Folge seine Dienstverhältnisse. Als ein noch rüstiger Greis feierte er 1821 sein 60-jähriges Amtsjubiläum. Von mehreren Seiten empfing er Beweise der Achtung und Anerkennung seiner Verdienste, besonders 1824 durch den von Friedrich Wilhelm III. ihm verliehenen roten Adlerorden dritter Klasse.
Schwer war es ihm, bald nach jenen frohen Ereignissen, aus dem gewohnten Kreise seiner Tätigkeit zu scheiden. Er erblindete und musste um Versetzung in Ruhestand bitten. Dies Gesuch ward ihm gewährt mit einer jährlichen Pension von 400 Talern. Auch seiner dritten Gattin Johanna Luisa, einer Tochter des verstorbenen Predigers Häseler in Schacksdorf bei Forst in der Niederlausitz, und seinen beiden Töchtern war nach seinem Tode eine jährliche Unterstützung von 300 Talern zugesichert. In Dobrilugk, wohin er sich von Dahme begeben hatte, wünschte er den Rest seiner Tage zu beschließen. Das untätige Leben behagte ihm nicht. Auch im hohen Alter sah man ihn selten unbeschäftigt. Er betrat selbst einige Male noch die Kanzel. Viel Gefallen fand er an wissenschaftlichen, besonders theologischen Gesprächen mit einem Amtsbruder in Dobrilugk. Dort nahte ihm schmerzlos der Tod im Siebenundachtzigsten Lebensjahr.
Mit einem gesunden und kräftigen Körper vereinigte Typke eine seltene Regsamkeit des Geistes, vielseitige Kenntnisse und eine unermüdliche Tätigkeit. Sein Rednertalent, eine vielseitige Erfahrung, sein richtiger Blick, sein ruhiges Gemüt und seine einfache geregelte Lebensweise erleichterten ihm jedes Geschäft. Mit herzlicher Liebe hingen an ihm seine Untergebenen. Den Seinigen war er ein zärtlicher Gatte und Vater. Unter dem Druck bitterer Leiden und in dem Kampf mit häuslichen Sorgen blieb ihm eine ruhige Fassung und stille Heiterkeit. Stolz, Anmaßung und Härte waren seinem Herzen, in welchem kein Falsch wohnte, völlig fremd. Diese Eigenschaften und die Gabe, mit Personen jedes Standes, ihrem verschiedenen Bildungsgrade gemäß zu sprechen, machte ihn in geselligen Kreisen höchst anziehend. Dort empfahl ihn sein herzliches, ungezwungenes Benehmen, während ihm die geglättete Höflichkeit abging, die sich, in leeren Formeln ohne Herzlichkeit um Andrer Gunst bewirbt.

## Wirken
Ein gründliches Bibelstudium hatte ihn aus inniger Überzeugung zum Supernaturalismus geführt. Bis an das Ende seines Lebens verteidigte und verkündete er das lautere Evangelium von Christus, dem Gekreuzigten. Vor Intoleranz gegen Andersdenkende bewahrte ihn die angeborene Milde seines Charakters. Auch hatte seine ungeheuchelte Frömmigkeit an jener finstern Schwärmerei, die das wahre Christentum in der Entsagung aller schuldlosen Lebensfreuden zu finden glaubt, keinen Anteil. Leugnen lässt sich gleichwohl nicht, dass seine theologischen Ansichten und Meinungen, die auf dem Systeme seines hochverehrten Lehrers Crusius beruhten, manches Befremdende und Sonderbare hatten, seit dies System völlig aus der Mode gekommen war. Durch die Lehren, die er in seinen Universitätsjahren in sich aufgenommen und durch seine auch noch in späten Jahren unterhaltene Bekanntschaft mit der Herrnhuter Brüdergemeine hatte sein lebendiger Geist eine Richtung erhalten, die man hyperorthodox- apokalyptisch - fromm nennen könnte.
Ohne sein Glaubenssystem eigentlich geltend zu machen, hatte er es in mehreren seiner kleineren Schriften öffentlich dargelegt.
In einer der wichtigsten warf er 1798 die Frage auf Welche Zeit ist es im Reiche Gottes?. Diese Schrift erregte manche Gemüter und manche Federn setzten sich in Bewegung, um Typke zu widerlegen, der in der Apokalypse die Weltgeschichte bis zum jüngsten Tage verzeichnet und angedeutet zu finden glaubte, mit Hinweisung auf die damaligen Zeitbegebenheiten. So eigentümlich aber auch seine theologischen Grundsätze waren, auf Typkes Predigten und andere Vorträge gewannen sie keinen entschiedenen Einfluss. Belege dafür finden sich in seiner gemeinschaftlich mit Hilmer herausgegebenen Kirchen- und Hauspostille, in welcher er zwar eine originelle Predigtmethode befolgte und sich heftig gegen die Moralprediger aussprach, doch auch zugleich trefflich von der Gerechtigkeit, die vor Gott gilt sprach.

## Werke
- Abhandlung von dem, was Gott geziemte bei dem Falle der ersten Menschen. Leipzig 1779, 1805
- Kurze Beleuchtung des Sendschreibens der vereinigten Religions lehrer an die Christenheit. Leipzig 1785
- Zur Erbauung für Kinder bei ihrer ersten Abendmahlsfeier. Freiberg 1785
- Rettung der Ehre unsers Herrn Jesu Christi wider alle Feinde seiner ewigen Gottheit; bei Gelegenheit der Erklärung einer Hochlöbl. theologischen Facultät zu Gottingen, die 27 eingesandten Wettschriften über die Lehre von der ewigen Gottheit Christi betreffend. Lübben 1788
- Welche Zeit ist es im Reiche Gottes? Aus der Offenbarung Johannis beantwortet. Görlitz 1798
- Zwei Abschiedspredigten und Amtsjubelpredigt. Nebst seinem Lebensumriß. herausgegeben von seinem Sohn Joseph Wilhelm Typke (* 19. Dezember 1784 in Rosswein). Berlin 1832